# Linda Sembrant
Linda Birgitta Sembrant (Uppsala, 15 de maio de 1987) é uma futebolista profissional sueca que atua como defesa.
Atualmente (2023), joga pelo Juventus FC, clube sediado na cidade de Turim na Itália. Integra a Seleção Sueca de Futebol Feminino desde 2008. 

## Carreira
Linda Sembrant fez parte do elenco da Seleção Sueca de Futebol Feminino, nas Olimpíadas de 2012 e 2016. 
Integrou a  Seleção Sueca de Futebol Feminino na Copa do Mundo de Futebol Feminino de 2023, tendo a Suécia ficado em 3.º lugar, e conquistado a medalha de bronze.

## Clubes
Jogou por vários clubes: 
- Bälinge IF (2002–2007)
- AIK (2008–2010)
- Kopparbergs/Göteborg FC (2011)
- Tyresö FF (2012–2014)
- Montpellier (2014–2019)
- Juventus (2019–�)

## Títulos
Linda Sembrant conquistou vários títulos durante a sua carreira desportiva: 
- Copa do Mundo de Futebol Feminino -  2023
- Jogos Olímpicos de 2016 – Futebol feminino
- Campeonato Sueco de Futebol Feminino -  2012,  2013
- Copa da Suécia de Futebol Feminino –  2011
- Supercopa da Suécia de Futebol Feminino -  2013
- Algarve Cup –  2009,  2018
- Campeonato de Itália de Futebol Feminino –  2020/2021,  2021/2022
- Copa de Itália –  2021/2022,  2022/2023
- Supercopa Feminina de Itália –  2019,  2020,  2021